# Werner Lang (Mediziner)
Werner Lang (* 27. Juli 1920 in Nürnberg; † 19. Februar 2017) war ein deutscher Internist, Tropenmediziner und Hochschullehrer in München. Er war Gründungsmitglied der Deutschen Gesellschaft für Infektiologie (DGI).

## Werdegang
Werner Lang wurde 1947 an der Medizinischen Akademie Düsseldorf zum Dr. med. promoviert.
1954 folgte die Habilitation. Ab 1965 war er Professor an der Ludwig-Maximilians-Universität in München und Leiter der Abteilung für Infektions- und Tropenmedizin. 1973 war er Mitbegründer der Deutschen Gesellschaft für Infektiologie und von 1985 bis 1987 deren Vorsitzender.
Werner Lang starb am 19. Februar 2017 und fand seine letzte Ruhestätte auf dem Nordfriedhof in München-Schwabing.

## Veröffentlichungen
Werner Lang (Hrsg.), Tropenmedizin in Klinik und Praxis. Thieme, Stuttgart 1993, ISBN 3-13-785801-1